# Plaffeien
Plaffeien (fr. Planfayon; gsw. Plaffeye, Plaffeyen; frp. Pyanfayon) – gmina (fr. commune; niem. Gemeinde) w Szwajcarii, w kantonie Fryburg, w okręgu Sense. Powierzchnia gminy wynosi 66,53 km². Populacja 31 grudnia 2022 wynosiła 3619 osób.
Plaffeien jest jedną z gmin, w której dominują mieszkańcy niemieckojęzyczni, mimo że kanton Fryburg jest generalnie francuskojęzyczny.

## Historia
Miejscowość po raz pierwszy wzmiankowana w 1148 roku jako Planfeiun, później również w 1339 roku jako Blanfeyen.
Obecna gmina powstała 1 stycznia 2017 roku z połączenia gmin Zumholz i Oberschrot.

## Transport
Przez teren gminy przebiegają drogi główne nr 177 i nr 178. 

## Współpraca
Miejscowość partnerska:
- Kasterlee, Belgia